# SPITZ 30th ANNIVERSARY TOUR "THIRTY30FIFTY50"
『SPITZ 30th ANNIVERSARY TOUR "THIRTY30FIFTY50"』（スピッツ・サーティース・アニバーサリー・ツアー・サーティー・フィフティー）は、日本のロックバンド・スピッツの映像作品である。2017年12月27日にユニバーサルミュージックより発売された。

## 概要
2017年7月1日から同年10月1日まで開催された結成30周年記念ツアーより、8月24日・横浜アリーナ公演の模様を収録した映像作品。

## 収録内容

### 本編ディスク（BD・DVD）
1. 醒めない
2. 8823
3. 涙がキラリ☆
4. ヒバリのこころ
5. ヘビーメロウ
6. スカーレット
7. 君が思い出になる前に
8. チェリー
9. さらさら
10. 惑星のかけら
11. メモリーズ・カスタム
12. 波のり
13. ロビンソン
14. 猫になりたい
15. 楓
16. 夜を駆ける
17. 夢追い虫
18. 正夢
19. 運命の人
20. 恋する凡人
21. けもの道
22. 俺のすべて
23. 1987→
24. 歌ウサギ
25. スパイダー

### 初回限定盤特典 ライヴCD

#### CD 1
1. SUGINAMI MELODY ※(メンバー入場時のSE)
2. 醒めない
3. 8823
4. 涙がキラリ☆
5. ヒバリのこころ
6. ヘビーメロウ
7. スカーレット
8. 君が思い出になる前に
9. チェリー
10. さらさら
11. 惑星のかけら
12. メモリーズ・カスタム
13. 波のり
14. ロビンソン
15. 猫になりたい
16. 楓
17. 夜を駆ける

#### CD 2
1. 夢追い虫
2. 正夢
3. 運命の人
4. 恋する凡人
5. けもの道
6. 俺のすべて
7. 1987→
8. 歌ウサギ
9. スパイダー
10. ハチの針 (Bonus Track)
11. 恋のうた (Bonus Track)

Bonus Trackは前日8月23日の公演を収録

## リリース形態

### デラックスエディション-完全数量限定生産盤-
特典
- 特典ディスク SPITZ INSIDE DOCUMENTARY「THE HISTORY 1987→」[4]
- LIVE CD 2枚[4]
- 『SPITZ 30th ANNIVERSARY TOUR “THIRTY30FIFTY50”』のLIVE写真やオフショットなどを収めた豪華116ページ写真集[4]
- 結成当時配布ステッカーの復刻版[4]

### 通常盤
- 本編ディスクのみ